# 仙元山公園
仙元山公園（せんげんやまこうえん）は、埼玉県深谷市にある公園およびスポーツ複合施設。

## 住所
出典：
埼玉県深谷市上野台2565
アクセス：JR高崎線深谷駅から徒歩25分

## 施設
出典：
- 多目的広場北：サッカー場（ラグビー場）1面（ピッチサイズ 103m×68m）- 全国高等学校選抜ラグビーフットボール大会でも使用[3]。
- 多目的広場南：ソフトボール場1面
- 陸上競技場：400mトラック8レーン、スタンド観覧席800、夜間照明施設あり
- 野球場：軟式野球場（両翼92m、夜間照明施設あり）
- テニスコート：クレー4面、砂入り人工芝6面、一部夜間照明施設あり
- 深谷市総合体育館（深谷ビッグタートル）
- わんぱくランド（仙元山公園遊園地）
- ジョギング・ウォーキングコース